# Радзиевский, Михаил Стефан
Августин Михал Стефан Радзиевский (пол. Michał Stefan Radziejowski; 3 декабря 1645, Радзеёвице — 13 октября 1705, Гданьск) — польский кардинал и государственный деятель Речи Посполитой. Епископ Вармии с 23 сентября 1680 по 17 мая 1688. Подканцлер коронный с 1 января 1685 по 1 января 1689. Архиепископ Гнезно и примас Польши с 17 мая 1688 по 13 октября 1705. Интеррекс (временный глава, «междукороль») Речи Посполитой (1696—1697, 1704—1705). Кардинал-священник со 2 сентября 1686, с титулом церкви Санта-Мария-делла-Паче с 14 ноября 1689.

## Происхождение и ранние годы
Представитель польского магнатского рода Радзиевских герба «Юноша». Младший (второй) сын подканцлера коронного Иеронима Радзиевского (1612—1667) от первого брака с Эуфрозыной Тарновской (до 1615—1645).
Его отец Иероним Радзиевский поссорился с польским королём Яном II Казимиром, был приговорен к баниции и бежал в Швецию. Приобретя доверие шведского короля Карла X Густава, он способствовал вторжению шведской армии на территорию Речи Посполитой в 1655 году. Его до отъезда отца из Польши Михал Стефан, лишившийся матери, вместе с братом и сестрой был отдан на воспитание на королевский двор, где он рос под присмотром королевы Людвики Марии, жены короля Владислава IV, затем его брата Яна II Казимира.

## Образование и начало церковной карьеры
Михал Стефан Радзиевский получил образование в иезуитской коллегии в Раве, а затем в Париже, Праге и Риме, где был рукоположен в священники. Родство и близость с гетманом великим коронным, затем королём Яном III Собеским (его бабушка была родной сестрой отца короля) способствовали его духовному и политическому росту. Был каноником варшавским и гнезненским, затем пробстом костёла св. Николая в Кракове. В 1673 году он принимал участие в хотинской кампании, поддерживая политику Яна Собеского. 17 декабря 1677 года король Ян Собеский пожаловал Михаилу Стефану Радзиевскому сан епископа вармийского. Его формальное утверждение в сане состоялось 31 октября 1679 года, когда Радзиевский получил прусский индигенат и сан каноника вармийского. Только 23 сентября 1680 года папа римский утвердил Михала Радзиевского в должности епископа вармийского. Вступление в сан епископа состоялось 26 января 1681 года в коллегиате св. Иоанна в Варшаве. В 1681 году Михал Стефан Радзиевский прибыл в Вармию, ингресс состоялся 29 сентября того же года в Фромборском соборе. На сейме 1683 года Радзиевский высказался за заключение альянса между Польшей и Австрией и был назначен комиссаром во время переговоров с курфюрстом Бранденбургским Фридрихом Вильгельмом.

## Кардинал
Вначале Михал Стефан Радзиевский был одним из ближайших соратником польского короля Яна III Собеского. Он был одним из сенаторов, которые вошли в комиссию, которая вела следствие по деле подскарбия великого коронного Яна Анджея Морштына и способствовал ликвидации антикоролевской оппозиции. В награду за свою преданность в 1685 году получил от короля должность подканцлера коронного. 2 сентября 1686 года Михал Стефан Радзиевский получил от папы римского Иннокентия XI сан кардинала.

## Примас Польши
21 мая 1687 года Михал Стефан Радзиевский получил от короля Речи Посполитой Яна Собеского назначение на должность архиепископа гнезненского и примаса Польши. Назначение было утверждено папой римским 17 мая 1688 года. В отличие от Вармии, он мало уделял времени Гнезненского архиепископства, активно занимаясь политической деятельностью.
Несмотря на получение от короля высшей сенаторской должности, его отношения с монархом стали ухудшаться. Михал Стефан Радзиевский перешел в оппозицию к Яну Собескому. Он был одним из участником антикоролевского заговора в 1688 году. Едва не потеряв всё, он стал действовать осторожно. Вначале он даже притворно примирился с королём. Видя ослабление здоровья Яна Собеского, Михал Стефан Радзиевский начал подготовку с предстоящему бескоролевью. Он не выступал открыто против монарха и одобрял некоторые его политические мероприятия, например, возобновление сотрудничества Речи Посполитой со Священной Лигой в начале 1690-х годов, но до полного примирения с королём не произошло. Поражение королевской экспедиции в Молдавию в 1691 году утвердило Михала Радзиевского в свой позиции. Во время спора между гетманом великим литовским Казимиром Яном Сапегой и сторонником короля, епископом виленским Константином Бжостовским, Радзиевский перешел на сторону литовского гетмана.
После смерти Яна Собеского 17 июня 1696 года примас Михал Стефан Радзиевский решил поддержать кандидатуру его старшего сына Якуба Собеского на польский королевский престол. Недоразумения в семье Собеских, особенно ссоры королевича Якуба с матерью, королевой Марией Казимирой, об отцовском наследстве способствовали падению популярности Собеских среди знати. По совету князей Любомирских и французского посла в Польше Мельхиора де Полиньяка Михал Стефан Радзиевский решил поддержать кандидатуру французского принца Франсуа Луи де Конти. Примас Радзиевский был предан Франции и быстро стал бесспорным лидером профранцузской партии. 27 июня 1697 года большая часть шляхты избрала принца Франсуа Луи Конти королём Речи Посполитой. Однако Михал Радзиевский недооценил других претендентов, а нерешительная позиция принца Конти, находившегося тогда ещё в Париже, способствовала победе на выборах саксонского курфюрста Августа Сильного, который в тот же день был объявлен королём Речи Посполитой. Быстрый приезд избранного монарха, его коронация в Кракове и вступление на трон под именем Августа II окончательно похоронили надежды принца Конти, прибывшего только 26 сентября в Гданьск, на польский престол. Михал Стефан Радзиевский долго не хотел признавать Августа Сильного королём Речи Посполитой. В сентябре 1697 года примас возглавил ловицкий рокош в поддержку принца Франсуа Луи де Конти. Только весной 1698 года Михал Радзиевский получил значительную денежную сумму от нового монарха и гарантию участия в управлении государством. Сотрудничество примаса с королём не сложилось. Август Сильный стремился с укреплению королевской власти и заключил союз с Россией и Данией для совместной борьбы против Швеции, чтобы отвоевать Инфлянты (для саксонской династии Веттинов). Это вызвало повторный конфликт между примасом и королём. Поражение саксонского войска в Инфлянты и вторжение шведского короля Карла XII в Польшу поставили Михала Радзиевского в трудное положение. Вначале он попытался стать посредником между обоими монархами, но затем выступил против Августа Сильного и на сейме в Люблине в 1703 году перешел на сторону Швеции.
16 февраля 1704 года примас Михал Стефан Радзиевский возглавил Варшавскую конфедерацию, направленную против Августа Сильного. Целью конфедерации было заключение мира со Швецией и избрание нового короля. Михал Радзиевский пытался повлиять на Карла XII, чтобы он согласился на избрание на польский престол принца Франсуа Луи де Конти или князя Трансильвании Ференца II Ракоци, пользовавшегося поддержкой Франции. После детронизации Августа Сильного стало известно, что Карл XII не собирается прислушиваться к советам примаса. Новым королём Речи Посполитой был избран воевода познанский Станислав Лещинский, послушный воле Карла XII. Тогда Радзиевский решил разорвать сотрудничество со шведским королём. Спасаясь от войск Августа Сильного, примас бежал из Варшавы в Гданьск. Он отказался от коронации Станислава Лещинского и вновь попытался заключить соглашение с Августом Сильным, но смерть помешала реализации его замысла. В конце жизни он стал свидетелем поражения своих политических планов и намерений, которые предполагали борьбу с усиливающейся Россией за потерянные земли на востоке.

## Наследие
Михал Стефан Радзиевский был одним из крупнейших меценатов искусства эпохи польского барокко. Он построил величественный особняк и нанимал лучших художников, работающих в Польше. Среди них были архитектор Тильман ван Гамерен и художник Микеланджело Паллони. Он был основателем монастыря миссионеров с часовней Святого Карла Борромео в Ловиче, монастыря кармелитов в Варшаве, сооснователем костёла Святого Креста в Варшаве, костёла пиаристов в Ловиче и многих других объектов. Реставрировал и перестроил замки и дворцы в Ловиче, Унеюве, Скерневицах, Радзеёвицах и дворца примаса в Варшаве. Построил дворец в Неборуве и частную резиденцию в столице (в настоящее время Дворец Чапских). Его хвалил за щедрость на религиозные и культурны цели, вежливость и услужливость, ненавидели за жадность, алчность и жестокость. Он подвергался критике за потакание влиянию своей кузины Констанции Товяньской и покровительство её семье, особенно сыну Кшиштофу, который, по словам современников, был сыном примаса. Враги ценили его как человека влиятельного, наделенного харизмой и политическим чутьем. Он был знатоком искусства, увлекался музыкой, живописью и архитектурой. Ценил французское искусство. Выкупил и расширил своё имение Радзиеёвице, которое унаследовали трое его племянников, сыновья сестры Анны и Войцеха Ремигиана Пражмовского.
59-летний Михал Стефан Радзиевский скончался в Гданьске 3 октября 1705 года, он был похоронен в Базилике Святого Креста в Варшаве.